# Schindler's List (colonna sonora)
Schindler's List è la colonna sonora dell'omonimo film di Steven Spielberg del 1993, vincitore di sette Premi Oscar.
L'autore e compositore di tutte le musiche è John Williams, che per essa si aggiudicò un Oscar, un Grammy e un Golden Globe.
Quest'album è considerato una delle migliori colonne sonore di sempre, così come il film stesso è considerato uno dei massimi capolavori della storia del cinema.

## Tracce
1. Theme from Schindler's List -  4:14
2. Jewish Town (Krakow Ghetto - Winter '41) - 4:41
3. Immolation (With Our Lives, We Give Life) - 4:43
4. Remembrances - 4:20
5. Schindler's Workforce - 9:08
6. OYF'N Pripetshok and Nacht Aktion - 2:56
7. I Could Have Done More - 5:52
8. Auschwitz-Birkenau - 3:40
9. Stolen Memories - 4:20
10. Making the List - 5:10
11. Give Me Your Names - 4:54
12. Yeroushalaim Chel Zahav (Jerusalem of Gold) - 2:17
13. Rememberances (con Itzhak Perlman) - 5:16
14. Theme from Schindler's List (Reprise) - 2:59

## Riconoscimenti
- 1994 - Premio Oscar
  - Miglior colonna sonora originale a John Williams
- 1994 - Grammy Award
  - Miglior colonna sonora a John Williams
- 1994 - Golden Globe
  - Migliore colonna sonora a John Williams
- 1994 - British Academy of Film and Television Arts
  - Migliore colonna sonora a John Williams
- 1994 - BMI Film Music Award
  - Migliori musiche a John WIlliams